# BSV Müssen
Der BSV Müssen ist ein Fußballverein im Ortsteil Müssen der Stadt Lage in Nordrhein-Westfalen. Die erste Fußballmannschaft der Frauen spielte neun Jahre in der seinerzeit zweitklassigen Regionalliga West und nahm viermal am DFB-Pokal teil.

## Geschichte
Der Verein wurde im Jahre 1951 durch unzufriedene Mitglieder des TuS Müssen-Billinghausen gegründet. Dieser Verein gründete zwei Jahre zuvor eine Fußballabteilung, jedoch kam es in der Folgezeit zu zahlreichen Meinungsverschiedenheiten über Trainingszeiten oder die Nutzung der Sportplätze an Sonntagen. Schließlich gründeten einige Mitglieder der Fußballabteilung den BSV.

### Frauenfußball
Die Frauenmannschaft schaffte im Jahre 1990 den Aufstieg in die Regionalliga West, die nach der Einführung der Bundesliga im selben Jahr nur noch zweitklassig war. Vier Jahre später gewann der BSV nach einem 3:1-Endspielsieg über die SG Lütgendortmund den Westfalenpokal. Sportlicher Höhepunkt war die Saison 1995/96, in der die Mannschaft hinter der SG Wattenscheid 09 und der SSG Bergisch Gladbach Dritter wurde. Drei Jahre später stieg der BSV aus der Regionalliga ab, ehe die Abteilung wenig später aufgelöst wurde.
Vier Mal nahm der BSV Müssen am DFB-Pokal der Frauen teil, schied jedoch immer nach dem ersten Spiel aus. Am knappsten war es bei der Premiere in der Saison 1992/93, als der BSV dem Bundesligisten VfB Rheine mit 0:1 unterlag. Ein Jahr später verlor die Mannschaft ihr Erstrundenspiel gegen Grün-Weiß Brauweiler mit 0:5. In den folgenden beiden Jahre erhielt der BSV jeweils ein Freilos für die erste Runde. Dennoch kam das Aus jeweils in Runde zwei gegen den FC Eintracht Rheine (1994/95, 1:4) bzw. FC Rumeln-Kaldenhausen (1995/96, 0:7).

### Männerfußball
Die erste Männermannschaft des BSV Müssen spielte in der Saison 1996/97 in der Bezirksliga sowie in der Saison 1971/72, von 1990 bis 1996, von 1997 bis 2007 sowie von 2008 bis 2012 in der Kreisliga A des Fußballkreises Detmold. Nach mehreren Jahren in der Kreisliga B gelang 2020 der Aufstieg in die Kreisliga A. Zwei Jahre später stiegen die Müssener wieder in die Kreisliga B ab.

## Erfolge
- Teilnahme am DFB-Pokal der Frauen: 1992/93, 1993/94, 1994/95, 1995/96
- Westfalenpokalsieger der Frauen: 1994

## Persönlichkeiten
- Kerstin Nolte